# أليمايو
أليمايو (بالبرتغالية: Ricardo Rogério de Brito‏) (مواليد 22 نوفمبر 1961) هو لاعب كرة قدم. يلعب مع منتخب البرازيل لكرة القدم. سبق له أن لعب في كأس العالم لكرة القدم مع منتخب بلاده.

## روابط خارجية
- أليمايو على موقع قاعدة بيانات كرة القدم.إي يو (الإنجليزية)
- أليمايو على موقع ناشيونال فوتبول تيمز (الإنجليزية)
- أليمايو على موقع عالم كرة القدم.نت (الإنجليزية)